# Moczydło (Drawsko)
Moczydło – jezioro w woj. wielkopolskim, w powiecie czarnkowsko-trzcianeckim, w gminie Drawsko, leżące na terenie Kotliny Gorzowskiej.

## Dane morfometryczne
Powierzchnia zwierciadła wody według różnych źródeł wynosi od 2,7 ha do 3,43 ha.
Zwierciadło wody położone jest na wysokości 42,5 m n.p.m.

## Hydronimia
Według urzędowego spisu opracowanego przez Komisję Nazw Miejscowości i Obiektów Fizjograficznych (KNMiOF) nazwa tego jeziora to Moczydło. To samo źródło wymienia także drugie jezioro o tej samej nazwie w tej samej gminie w pobliżu wsi Marylin – jezioro Moczydło – zlokalizowane około 8 km na południowy zachód.